# Трейси (Калифорния)
Трейси (англ. Tracy) — город в округе Сан-Хоакин в штате Калифорния в Соединённых Штатах Америки.
Согласно данным переписи населения США 2020 года число жителей города 
составляло 93 тысячи человек, что, для такого небольшого населённого пункта, существенно больше (+ 12.2%), чем было во время предыдущей переписи проводившейся в 2010 году (82 922 человека).

## История
В доколумбову эпоху на этих землях жили коренные американцы из народа йокутс. Они жили охотой, рыбалкой и собирательством. После встречи с конкистадорами йокуты страдали от новых инфекционных заболеваний, которые вызвали социальные потрясения, как и попытки испанцев заставить их работать в Миссии Сан-Хосе. В конце концов индейцы были вытеснены из родных мест.

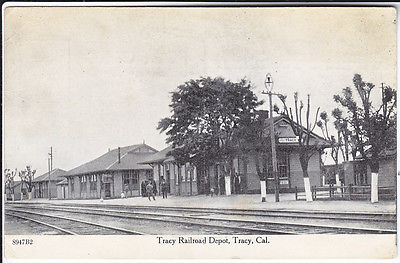
Железнодорожная станция Трейси на открытке 1910-х гг.

В середине XIX века, когда строились железнодорожные линии Central Pacific Railroad (в основном китайскими эмигрантами), идущие от Сакраменто через Стоктон до залива Сан-Франциско, вдоль железных дорог на обозначенных станциях возникло несколько небольших поселений включая Трейси. Сообщество располагалось на важной развязке и было названо в честь директора железной дороги Дж. Дж. Трейси (англ. J. J. Tracy).
22 июля 1910 года поселение было инкорпорировано и включено в реестр штата Калифорния, благодаря чему некорпоративное сообщество  официально получил статус города. В 1910 году население города было меньше 600 человек и с тех пор оно неуклонно росло со скоростью от 5,9% (1940-е) до 209,3% (1930-е).
Новый город довольно быстро рос и процветал как центр сельскохозяйственного района, даже когда крупные железнодорожные операции начали сдавать свои позиции в 1950-х годах не выдерживая конкуренции с автомобильными перевозками, что привело к широкомасштабной реструктуризации железных дорог.

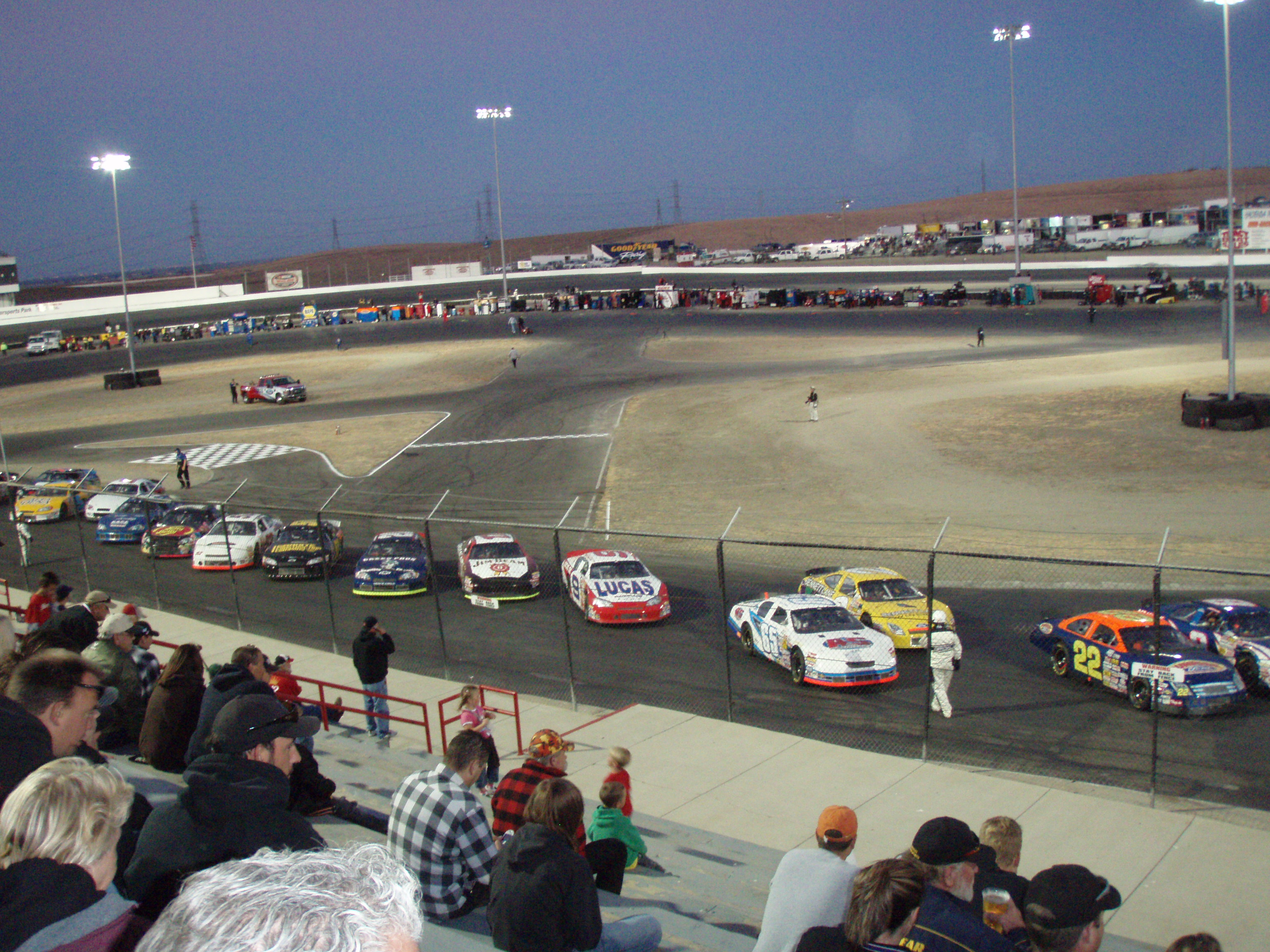
Альтамонтский гоночный парк

6 декабря 1969 года в Альтамонтском гоночном парке, расположенном между городами Трейси и Ливермор прошёл рок-фестиваль Альтамонт, который посетило около 300 тысяч человек. Ещё до начала некоторые окрестили событие «западным Вудстоком», но отличительной чертой Альтамонта стало обилие наркотиков и насилия, что привело к трагическим последствиям. Журнал Rolling Stone позже написал: «Всё вышло так плохо, что Grateful Dead, главные организаторы и инициаторы фестиваля, даже не стали играть […] Самый худший день в истории рок-н-ролла — 6 декабря — день, когда всё прошло настолько плохо, насколько это было возможно...»
В 1980-х в Трэйси появился калифорнийский филиал Американской нацистской партии, члены которой доставляли множество хлопот жителям и полиции города, но, к счастью для последних, штаб-квартира нацистов вскоре перебралась в город Оровилл (округ Бьютт).
7 августа 1998 года на свалке автомобильных покрышек близ Трейси вспыхнул пожар. На свалке шин находилось более 7 миллионов незаконно хранившихся шин, и её тушили более двух лет. Считалось, что лучше позволить огню гореть, чем тушить его, чтобы избежать загрязнения грунтовых вод. Очистка от химикатов, выброшенных в результате пожара, обошлась в 16,2 миллиона долларов. Прогноз не оправдался; экспертиза обнаружила, что химикаты всё-таки загрязнили грунтовые воды в регионе.

## География
Согласно данным представленным Бюро переписи населения США, общая площадь города Трейси составляет
26,03 квадратных мили (67.40 км2) из которых 25,89 квадратных мили (67.05 км2) занимает суша и 0,14 квадратных мили (0.35 км2 или 0.52%) приходится на водную поверхность.

## Климат
В соответствии с данными представленными Национальной метеорологической службой США в Трейси полузасушливый климат, который, согласно системе классификации климатов Кёппена обозначается на климатических картах аббревиатурой «BSk», с прохладной, влажной зимой и очень жарким и сухим летом, демонстрирующим средиземноморские характеристики. 
Декабрь и январь — самые холодные месяцы, средняя температура составляет около 47,1 °F (8,4 °C), и ежегодно бывает 19 ночей с минимумами на уровне или ниже нуля, причем самая холодная ночь в году обычно опускается ниже 30 °F (−1 °C). Июль — самый теплый месяц, средняя температура составляет 76,4 °F (24,7 °C); обычно бывает 18 дней с максимумами 100 °F (38 °C) и 82 дня с максимумами 90 °F (32 °C). Среднегодовое количество осадков составляет около 12,5 дюймов (320 мм), что по определению приводит к тому, что район классифицируется как полупустыня.